# Lolium perenne
Lolium perenne, llamada comúnmente ballica, ballica inglesa, ballico, césped inglés, raigrás inglés, raigrás perenne, ray grass inglés o vallico es una gramínea perenne de importancia en la creación de césped y en la producción de forrajes en lugares de clima templado y subtropical.

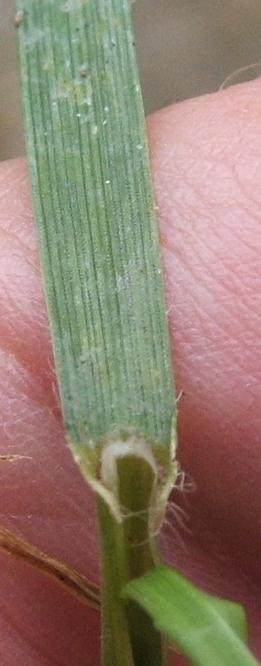
Detalle de las lígulas.

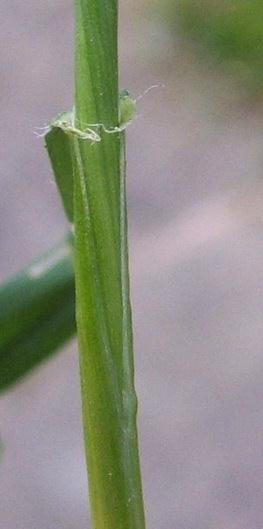
Aurículas.

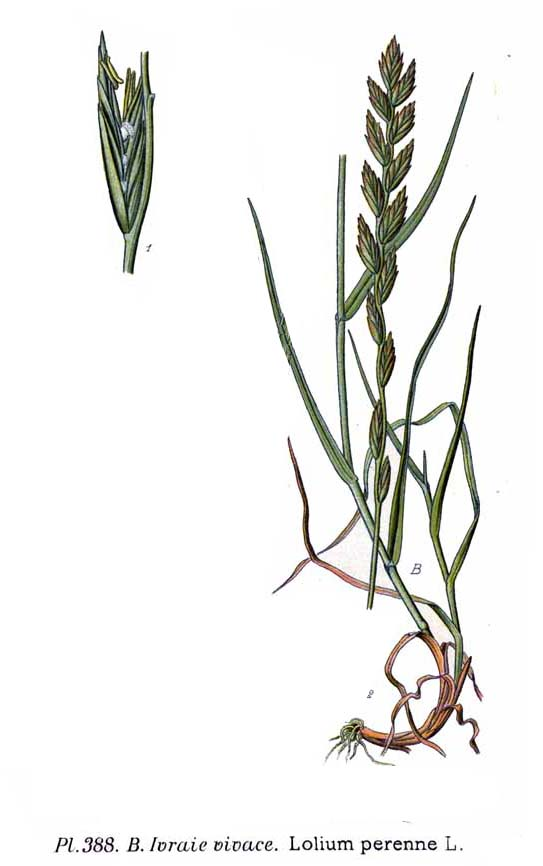
Ilustración

## Descripción
Tallos de hasta 80 cm, con hojas de color verde oscuro y brillante, enteras o bilobadas, con limbo de hasta 18 cm de longitud; estriadas y con nervio central marcado. La inflorescencia está compuesta por espigas sésiles alternadas a izquierda y derecha de un eje central. Las espiguillas están dispuestas juntas, con 3 - 10 flores cuya pálea es tan larga como la lema. Como en la mayor parte de las gramíneas, la reproducción puede ser por semillas o por macollos. 

## Distribución y hábitat
De distribución circumboreal. Es originaria de Europa y norte de África. Es la gramínea pratense sembrada más utilizada en la península ibérica. Ha sido introducida en Sudamérica, Australia y Nueva Zelanda. Es un hemicriptófito que habita céspedes, jardines y pastos húmedos y antropizados.  Se da en zonas templadas. Sus rendimientos oscilan en torno a 10-12 t/ha en el primer año, y 8-10 t/ha en años siguientes teniendo unas condiciones favorables.

## Importancia económica y aprovechamiento forrajero
Tiene el potencial de producir gran cantidad de biomasa de buena calidad y apetecible para el ganado, pero necesita suelos con niveles altos de fertilidad y es sensible a la sequía y al exceso de agua.
Tiene gran importancia como especie forrajera en las praderas de Nueva Zelanda que se destinan a la alimentación de vacas lecheras ya que es una pradera de larga duración. Se usa también en campos de golf, jardines y campos de fútbol. Es relevante en ciertas zonas de Gran Bretaña, Estados Unidos, Argentina, Chile y España.
Se han desarrollado cientos de cultivares para adaptarlos a diferentes zonas de producción. La mayoría de los cultivares neozelandeses contienen como huésped al hongo endófito Neotyphodium lolii, que no causa daño a la planta, pero produce alcaloides que pueden afectar al ganado y también al insecto Listronotus bonariensis, considerado una plaga del cultivo.
Puede producir hematuria (aparición de sangre en la orina) en el ganado por exceso de proteína y alargamiento del intervalo entre partos.
Tiene una elevada productividad, precocidad y calidad nutritiva. Si se siembra en otoño el primer aprovechamiento se produce antes de que acabe el año. En áreas de invierno suave, a mediados de marzo puede realizarse la siguiente siega. Producción estival prácticamente nula. Está generalmente asociada con Trifolium repens L.

## Taxonomía
Lolium perenne fue descrita por Carlos Linneo y publicado en Species Plantarum 1: 83. 1753.
Etimología
Lolium : nombre genérico dado por Virgilio a una maleza problemática.
perenne: epíteto latino que significa "perenne".
Variedades
- Lolium perenne f. longiglume (Grantzow) Junge
- Lolium perenne f. orgyiale (Döll) Junge
- Lolium perenne f. paleaceum (Döll) Holmb.
- Lolium perenne f. ramosum (Schumach.) Holmb.
- Lolium perenne f. viviparum (Gray) Holmb.

Sinonimia
- Lolium brasilianum Nees
- Lolium canadense Bernh. ex Rouville
- Lolium latum Roth ex Steud.
- Lolium marschallii Steven
- Lolium montevidense Rouville
- Lolium multiflorum Lam.
- Lolium tenue L.[1]
- Festuca perennis (L.) Columbus & J.P.Sm.
- Hordeum compressum Boiss. & Orph.
- Lolium aechicum Rouville
- Lolium agreste Roem. & Schult.
- Lolium cechicum Opiz
- Lolium compressum Boiss. & Orph. ex Nyman
- Lolium cristatum Pers. ex B.D.Jacks.
- Lolium felix Rouville
- Lolium glumosum Planellas
- Lolium gmelinii Honck.
- Lolium halleri C.C.Gmel.
- Lolium jechelianum Opiz
- Lolium pseudoitalicum Schur
- Lolium repens Honck.
- Lolium rigidum var. compressum (Boiss.) Boiss.
- Lolium rosetlanum Fig. & Delile ex Rouville
- Lolium strictum var. compressum Boiss.
- Lolium trabutii Hochr.
- Lolium vulgare Host[6][7]